# Solenopsis xyloni
Solenopsis xyloni é uma espécie de formiga do gênero Solenopsis, pertencente à subfamília Myrmicinae.